# Ezelstraat

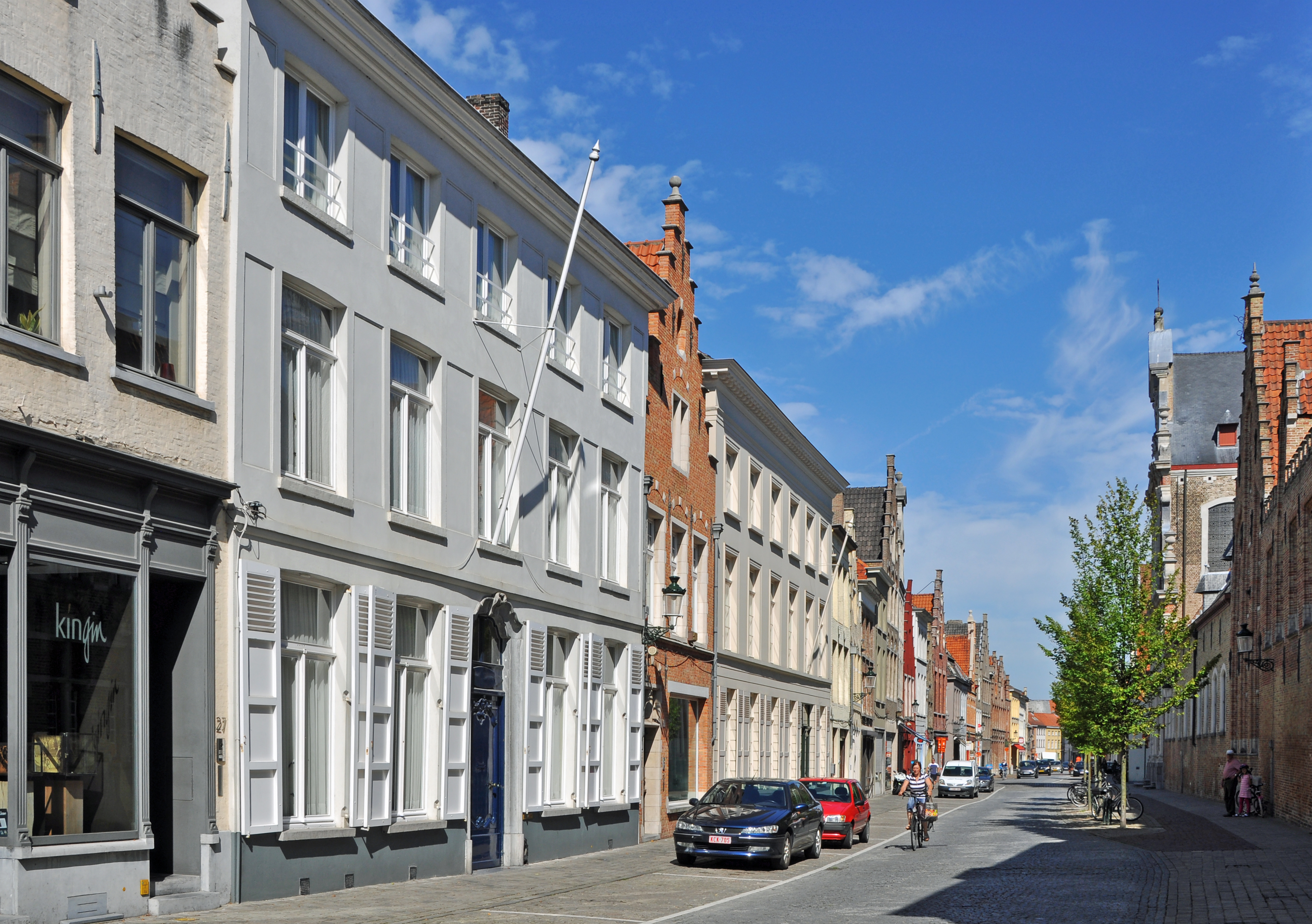
De Ezelstraat in Brugge

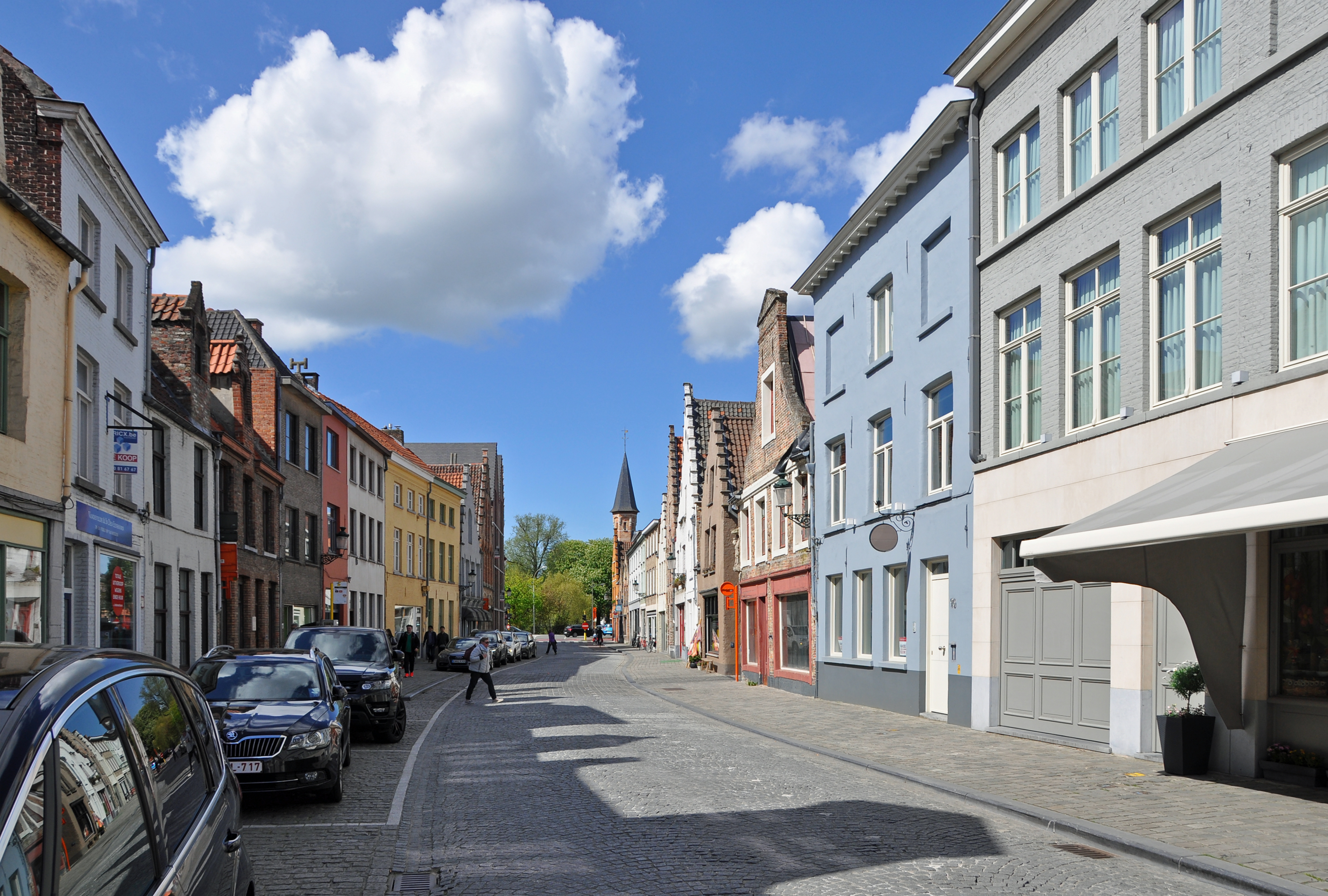
Noordelijk deel van de Ezelstraat

De Ezelstraat is een straat in Brugge.

## Beschrijving
Van aan de in 1293 vermelde Porta Asinorum vertrekt de Ezelstraat stadinwaarts. Het is een zogenoemde poortstraat. Een eerste document dat de straat vermeldt dateert van 1302, maar de straat dateert zeker uit de jaren 1200.
De specialisten hebben moeite gehad om deze straatnaam te verklaren. In 1875 opperde Karel Verschelde de hypothese dat deze naam verwees naar de vele ezels die langs daar de stad binnenstapten, geladen met goederen. Noch Karel De Flou, noch Adolf Duclos volgden die uitleg.
Op de hoek van de Ezelstraat en de Oude Zak draagt een huis, waar een brouwerij gevestigd was, de naam 'De Ezel'. Maar of dit wel oorzaak is van de straatnaam, of eerder omgekeerd, is de vraag.
De oorsprong van de naam blijft dus een vraagteken. In de Franse tijd vond men het vertaalde 'Rue des Baudets' niet zeer voornaam en had men het liever over de 'Rue d'Ostende'.
In de Ezelstraat staan heel wat beschermde monumenten en merkwaardige gebouwen. Onder hen: de kerk en het klooster van de paters discalsen of Ongeschoeide Karmelieten, de kerk (thans Joseph Ryelandtzaal) en het klooster van de theresianen, de kerk (in gebruik enerzijds als oecumenische kerk, anderzijds als christelijk-orthodoxe kerk) en de godshuizen van Sint-Joos. De oudste bebouwing dateert van de 14e eeuw.
De Ezelstraat loopt van de Ezelpoort tot aan de Sint-Jakobsstraat.